# Димитровградский химический комбинат
Димитровгра́дский хими́ческий комбинат — промышленное предприятие Болгарии. Находится в Димитровграде.
До 1990 года входил в перечень "100 туристических объектов Болгарии".

## История
Строительство Димитровградского химического комбината имени Сталина началось в 1948 году как ударная комсомольская стройка и проходило при помощи СССР, предоставившего Болгарии кредит на строительство предприятия; советские специалисты подготовили проектную документацию, участвовали в руководстве строительством, монтаже и пуске комбината. В память о помощи СССР на высшей точке комбината была установлена пятиконечная красная звезда, светившаяся в ночное время.
В 1952 году комбинат был введён в эксплуатацию. Перерабатываемые на комбинате апатиты поступали из СССР, мазут — с Бургасского нефтехимического комбината, вода — из реки Марица, электроэнергия — от ТЭЦ «Марица-1» и «Марица-3».
По состоянию на начало 1972 года основной продукцией комбината являлись азотные и фосфорные удобрения, которые использовались в Болгарии и экспортировались в другие страны.

## Современное состояние
Комбинат выпускает азотные и фосфорные удобрения, фосфорную кислоту, карбамид, перманганат калия и др. В настоящее время основным оператором предприятия является компания «Неохим».